# Sei Paham
Sei Paham is een bestuurslaag in het regentschap Asahan van de provincie Noord-Sumatra, Indonesië. Sei Paham telt 4082 inwoners (volkstelling 2010).